# Liste des ducs de Biron
Ne doit pas être confondu avec le titre anglais de Baron Byron.
Pour les articles homonymes, voir Biron.
Le titre de duc de Biron   est un titre de noblesse français qui fut porté dans la famille de Gontaut. Créé en 1598, il s'éteint en 1602 avec son premier titulaire. Il est recréé en 1723 et s'éteint  définitivement en 1793. 

## Origine
Le château de Biron, qui occupait une position stratégique à la lisière du Périgord et de l'Agenais, était des XIIe et XVIIIe siècles le siège la baronnie de Biron, de l'une des quatre baronnies du Périgord, fief de la  famille de Gontaut-Biron.
Le duché-pairie de Biron est érigé en 1598 à partir de la baronnie de Biron, et des seigneuries de Montaut et de Montferrand, appartenances et dépendances en faveur de Charles de Gontaut, baron de Biron (1562-1602), amiral puis maréchal de France. Il s'éteint avec lui en 1602.
Par lettres patentes de février 1723, il est de nouveau érigé à partir des mêmes terres en faveur de Charle-Armand de Gontaut, marquis de Biron (1663-1756) et sa descendance. Il s'éteint définitivement en 1793 avec son petit-fils Armand-Louis de Gontaut (1747-1793).

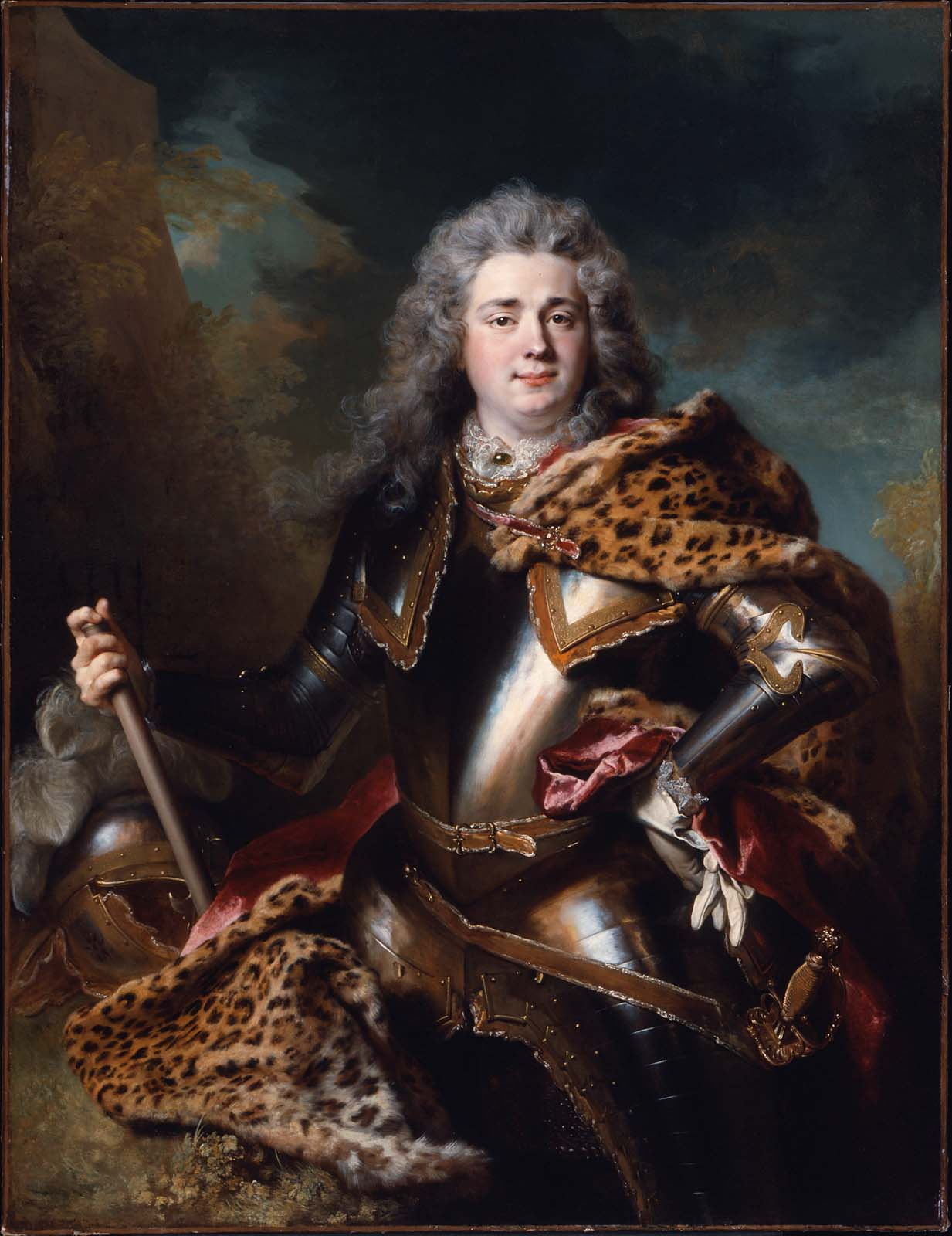
Portrait de Charles Armand de Gontaut-Biron par Nicolas de Largillierre - Boston, MFA.

## Liste des ducs de Biron
- 1598 à 1602 : Charles de Gontaut (1562-1602), 1er duc de Biron et pair de France,  maréchal et amiral de France[4] ;
- 1723 à 1733 : Charles-Armand de Gontaut (1663-1756), marquis de Biron, 2e duc de Biron  et pair de France, maréchal de France[4] ;
- 1733 à 1736 : François-Armand de Gontaut (1689-1736), son fils, 3e duc de Biron par démission de son père[4] ;
- 1739 à 1740 : Jean-Louis de Gontaut (1692-1772), frère du précédent, abbé commendataire de Moissac 4e duc de Biron. Il se démet en faveur de son frère puiné après avoir obtenu un brevet royal lui conservant les honneurs de la pairie[4] ;
- 1740 à 1788 : Louis-Antoine de Gontaut (1701-1788), frère puiné du précédent, 5e duc de Biron, maréchal de France et colonel des Gardes-Françaises, sans postérité[4] ;
- 1788 à 1793 : Armand Louis de Gontaut (1747-1793), neveu du précédent 6e duc de Biron, général en chef de l'Armée du Rhin, mort décapité, sans postérité[4].

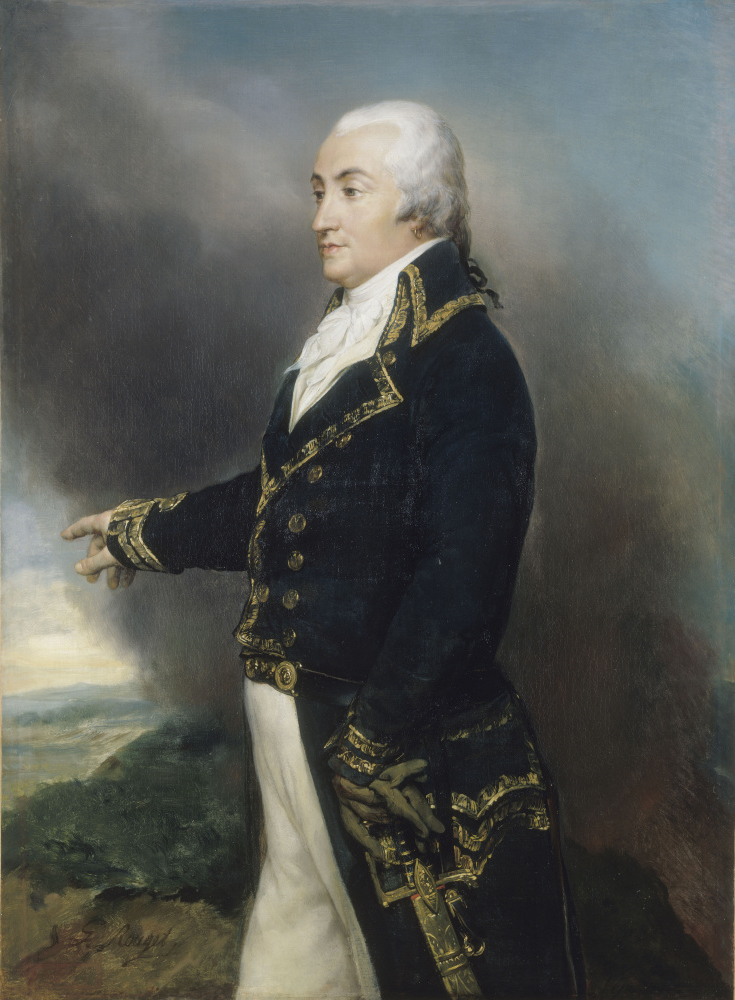
Armand-Louis de Gontaut, duc de Biron, général en chef de l'Armée du Rhin (1747-1793), Georges Rouget, 1834.

## Autres titres portés par la famille de Gontaut
- La famille de Biron a porté des titres de baron associés à d'anciennes baronnies et des titres de courtoisie associés à différentes seigneuries sans qu'il y ait érection de titre par le roi[5] ;
- La baronnie de Biron a porté le titre de marquisat de 1602 jusqu'en 1723 à l'érection en duché-pairie[6].
- Duc de Lauzun par brevet de 1766 (éteint en 1793)[7] ;
- Comte de l'Empire par lettres patentes du 6 octobre 1810 et 2 août 1811[7] (subsistant)[8]
- Pair héréditaire par ordonnance du 17 août 1815[7] ;
- marquis-pair par ordonnance du 31 août 1817 et lettres patentes du 8 janvier 1818[7],[9] (éteint en 1883)[7] ;
- Titre personnel de duchesse, par ordonnance du 14 octobre 1826, en faveur de Joséphine de Montault de Navailles, gouvernante des enfants de France[7] ;
- Le titre de marquis de Saint-Blancard est un titre qui fut porté aux Honneurs de la cour le 27 avril 1788[9] ;

Philippe du Puy de Clinchamps (Charondas) écrit dans À quel titre (1970) que les titres de marquis de Biron , marquis de Gontaut-Biron  et marquis de Gontaut-Saint-Blancard sont des titres de courtoisies.
Régis Valette dans son Catalogue de la noblesse française (2007) ne mentionne que le titre de comte de l'Empire de 1810 pour la branche subsistante de Gontaut-Biron, issue d'Armand de Gontaut, frère cadet du premier duc de Biron.